# IG Metall
IG Metall (IGM; нем. Industriegewerkschaft Metall — Промышленный профсоюз металлистов) — профсоюз в Германии, объединяющий работников в сфере металлообработки, членская организация Объединения немецких профсоюзов (ОНП).
IG Metall является одним из крупнейших профсоюзов в Германии, объединяющий, совместно с профсоюзом ver.di, около 15% немецких рабочих и 70% членов профсоюзов ОНП.

## История
IG Metall был основан на конгрессе в Гамбурге, который проходил с 18 по 22 сентября 1950 года. Предшественником IGM считается Немецкая ассоциация металлистов (нем. Deutscher Mettalarbeiter-Verband), которая была создана в 1891 году.
Профсоюз с таким же названием существовал и в ГДР и был членской организацией Объединения свободных немецких профсоюзов. После объединения Германии, 31 декабря 1990 года восточногерманский IG Metall объявил о самороспуске. Однако, руководством западногерманской IG Metall были приняты шаги по интеграции бывших членов восточногерманского профсоюза в свой состав, в результате чего в западногерманский профсоюз перешло около 900 тысяч работников с территории бывшего ГДР.

## Членство
На момент 2018 года, в профсоюзе состояло более 2,2 миллионов членов. Первичные профсоюзные организации IG Metall присутствуют на таких промышленных предприятиях Германии как Porsche, Airbus, Daimler, BMW, Siemens, Volkswagen.

### Известные участники профсоюза
- Ганс Маттхёфер — министр финансов в правительстве Шмидта
- Анке Фукс – министр по делам молодёжи, семьи и здоровья в правительстве Шмидта
- Вальтер Ристер — министр труда и общественных дел в правительстве Шрёдера